# Федотов, Анатолий Алексеевич
Анато́лий Алексе́евич Федо́тов (1930—1995) — советский учёный-металлург, экономист, специалист в области использования твердых отходов в металлургии. Доктор экономических наук, профессор кафедры «Экономика и менеджмент» НИТУ «МИСиС». Заслуженный экономист Российской Федерации.

## Биография
Анатолий Алексеевич Федотов родился в 1930 г. в поселке Свобода Воронежской области (ныне г. Лиски) в семье рабочего-железнодорожника. В 1948 г. поступил в Ленинградский кораблестроительный институт, откуда в 1949 г. перевелся на 2 курс Московского института стали, металлургический факультет которого окончил в 1953 году.
С 1953 по I960 г. Федотов А.А. работал в Совете по изучению производительных сил Академии Наук СССР в составе комплексных Дальневосточной и Забайкальской экспедиций и сектора новых металлургических баз, занимался вопросами комплексного технико-экономического обоснования природных ресурсов Дальнего Востока.
В I960 г. Федотов А.А. поступил в аспирантуру на кафедру экономики и организации производства Московского института стали и в 1964 г. защитил кандидатскую диссертацию. Был оставлен для работы на кафедре, где прошел путь от старшего научного сотрудника и старшего преподавателя до профессора. Вся его дальнейшая жизнь была связана с этой кафедрой.
Умер в 1995 году.

## Научная и преподавательская деятельность
Докторская диссертация, которую А.А. Федотов защитил в 1976 г., была посвящена актуальным проблемам ресурсосбережения, экологии, экономической оценке вторичных ресурсов. В результате разработок в области рационального топливо-энергопотребления в металлургии Федотовым А.А. была впервые предложена методика оценки вторичного топлива, признанная практическими и научными работниками.
Большим вкладом Федотова А.А. в экономическую практику являются его работы по определению оптимальных направлений использования твердых отходов в металлургии. Ряд разработок доведены до технических решений, по которым имеется около 10 авторских свидетельств. Две работы отмечены медалями ВДНХ.
Профессор Федотов А.А. в течение ряда лет был заместителем заведующего кафедрой экономики и менеджмента и возглавлял на ней научно-методическую работу. Входил в состав учебно-методического объединения при Министерстве образования РФ. При его непосредственном участии разрабатывались новые учебные планы по экономическим специальностям для рыночных условий. Им написано около 300 печатных работ, в том числе ряд основных глав в учебнике "Экономика чёрной металлургии СССР", который выдержал три переиздания.

## Признание
За заслуги в области преподавательской и научной деятельности в 1992 г. А.А. Федотову было присвоено почётное звание «Заслуженный экономист РФ».